# Crise de Mindanau de 1990
Crise de Mindanau de 1990 teve inicio quando o coronel Alexander Noble e os seus apoiantes tomaram duas guarnições militares em Cagayan de Oro e Butuan sem disparar um tiro e proclamaram a independência da República Federal de Mindanau em 4 de outubro de 1990. Noble anunciaria depois, no dia seguinte, que ele estava convidando o governo filipino ao diálogo. 

## Resposta do governo
Corazon Aquino exortou as forças de segurança do país a conterem a rebelião iniciada por Noble. As Forças Armadas das Filipinas foram postas em alerta vermelho. Centenas de soldados foram estacionados perto do quartel-general das Forças Armadas das Filipinas em Manila devido a um relatório militar meses antes da rebelião alertar que uma tentativa de golpe de Estado se seguiria a uma revolta em Mindanau. Tropas com armamento antiaéreo foram posicionadas ao redor do complexo militar enquanto as tropas com armas antitanque e metralhadora posicionadas dentro do complexo murado no exterior de seus portões.  O conselheiro militar de Aquino, Mariano Adalem, em uma entrevista para diplomatas estrangeiros afirmou que as ações de Noble em Mindanau poderiam ser uma distração e que essas ações seriam um esforço para uma desestabilização regional, conduzindo a um golpe de Estado. 
Em 5 de outubro, dois aviões T-28 da Base Aérea de Mactan em Cebu bombardearam a guarnição ocupada em Butuan, forçando os ocupantes a evacuar a guarnição. 
Em 6 de outubro, Noble se rendeu incondicionalmente ao Sen. Aquilino Pimentel em Cagayan de Oro às 3:00 am. Reuben Canoy, principal aliado civil de Noble e líder do movimento de independência de Mindanau, também foi detido. Noble foi escoltado para Manila por oficiais militares liderados pelo Brig. Gen Arturo Enrile, superintendente da Academia Militar Filipina. Apesar da prisão, Noble afirmou que foi bem sucedido em seu objetivo de chamar a atenção para as questões que afetavam Mindanau. 